# ورزشگاه قادر هاس قیصریه
ورزشگاه قادر هاس کایسری (به ترکی استانبولی: Kayseri Kadir Has Şehir Stadyumu) یک ورزشگاه چندمنظوره با گنجایش ۳۲٬۸۶۴ نفر در شهر قیصریه به سال ۲۰۰۹ میلادی تأسیس شده‌است، که بخشی از مجموعه ورزشی آتاترک کایسری محسوب می‌شود. در حال حاضر بازی‌های خانگی تیم فوتبال باشگاه فوتبال قیصریه اسپور در این ورزشگاه برگزار می‌شود.
ورزشگاه قادر هاس قیصریه یکی از مدرن‌ترین و پیشرفته‌ترین ورزشگاه‌های ترکیه و اروپا به‌شمار می‌رود که با آخرین متد روز ساخته شده‌است، این ورزشگاه برای انتخابات میزبانی جام ملت‌های اروپا ۲۰۱۶ از جانب ترکیه معرفی شده‌بود..